# Mickaël Madar
Mickaël Madar (født 8. maj 1968 i Paris, Frankrig) er en fransk tidligere fodboldspiller, der spillede som angriber. Han var på klubplan tilknyttet blandt andet Sochaux, AS Monaco og Paris Saint-Germain i hjemlandet, samt spanske Deportivo La Coruña og engelske Everton. Han spillede desuden tre kampe og scorede ét mål for Frankrigs landshold, som han repræsenterede ved EM i 1996 i England.